# Grey Damon
Grey Damon (24 de setembro de 1987) é um ator norte-americano, mais conhecido por seus papéis em Friday Night Lights, The Nine Lives of Chloe King e Station 19. Atualmente, Damon reside em Los Angeles.

## Carreira
Damon fez sua estréia em um episódio da série 90210. Ele, então, teve pequenos papéis em outras séries de televisão como 10 Coisas que eu Odeio em Você e teve um papel recorrente em True Blood. Em 2010, ele conseguiu um papel regular em Friday Night Lights, na última temporada. Em seguida, ele estrelou como Brian em The Nine Lives of Chloe King, que foi cancelada após uma temporada. Mais tarde, apareceu em um papel recorrente em The Secret Circle.
Atualmente ele faz parte do elenco do spin-off de Grey's Anatomy: Station 19.

## Filmografia
| Ano       | Filme/Série                    | Papel                       | Detalhes                 |
| --------- | ------------------------------ | --------------------------- | ------------------------ |
| 2009      | 90210                          | Waiter                      | 1 Episódio               |
| 2009      | Lincoln Heights                | Serge                       | 1 Episódio               |
| 2010      | The Odds                       | Zach Klein                  | Filme de TV              |
| 2010      | Greek                          | Hunter                      | 1 Episódio               |
| 2010      | 10 Coisas que eu Odeio em Você | Trey                        | 1 Episódio               |
| 2010      | The Devil Within               | John                        |                          |
| 2010      | True Blood                     | Kitch Maynard               | 3 Episódios              |
| 2010      | The Whole Truth                | Todd Engler                 | 1 Episódio               |
| 2010      | Friday Night Lights            | Hastings Ruckle             | 13 Episódios             |
| 2011      | The Nine Lives of Chloe King   | Brian Rezza                 | Elenco principal         |
| 2012      | The Secret Circle              | Lee LaBeque                 | 6 Episódios              |
| 2013      | Twisted                        | Archie                      | Elenco Recorrente        |
| 2013      | Percy Jackson: Sea of Monsters | Chris Rodriguez             |                          |
| 2013      | American Horror Story: Coven   | Archie                      | 1 episódio               |
| 2014      | Star-Crossed                   | Grayson                     | Elenco Principal         |
| 2015-2016 | Aquarius                       | Brian Shafe                 | Elenco Principal         |
| 2016      | The Flash                      | Sam Scudder / Mirror Master | Elenco Recorrente        |
| 2017      | The Magicians                  | Dryad                       | Episódio: "Word as Bond" |
| 2018-2024 | Station 19                     | Jack Gibson                 | Elenco Principal         |
| 2018      | Cadaver                        | Andrew                      | Filme                    |